# Rudolf Batz
Rudolf Batz (Bad Langensalza, 10 novembre 1903 – Wuppertal, 8 febbraio 1961) è stato un militare tedesco e funzionario delle SS. Dal 1º luglio al 4 novembre 1941 fu il leader dell'Einsatzkommando 2 e come tale fu responsabile dello sterminio di massa di ebrei e altri negli stati baltici. Arrestato nel 1961, Batz si suicidò mentre era in custodia in attesa di processo..

## Biografia
Nacque a Bad Langensalza. Dopo un corso di studi in giurisprudenza presso l'Università di Göttingen, aderì al Partito Nazista il 1º maggio 1933. Il 10 dicembre 1935 si iscrisse alle Schutzstaffel. Nel 1942 fu promosso al grado di SS-Obersturmbannführer.
All'inizio dell'invasione tedesca dell'Unione Sovietica fu a capo di un'unità di circa 40 uomini, l'Einsatzkommando 2 dell'Einsatzgruppe A, e fu responsabile della supervisione dello sterminio di massa degli ebrei degli stati baltici. Nel 1943, Batz divenne comandante della Sicherheitspolizei a Cracovia e poco dopo divenne capo della Gestapo ad Hannover.
Dopo la guerra, Batz visse a lungo non riconosciuto nella Germania occidentale. Fu arrestato nel 1961, Batz si suicidò mentre era in custodia in attesa del processo.